# Alexander von Oheimb

Alexander von Oheimb

Alexander Wilhelm Heinrich August von Oheimb (* 19. Januar 1820 in Enzen; † 8. August 1903 auf Gut Oheimb, Holzhausen) war ein deutscher Verwaltungsjurist und Abgeordneter in Preußen und dem Fürstentum Lippe.

## Leben
Alexander von Oheimb wurde 1820 als Mitglied einer Familie des niedersächsischen Uradels in Enzen im Fürstentum Schaumburg-Lippe geboren. Seine Eltern waren Friedrich Wilhelm Christian von Oheimb (* 8. November 1770; † 29. Dezember 1848), Herr auf Enzen, Helpsen, Stadthagen I und II, und dessen zweite Ehefrau Karoline von Ledebur (* 8. Februar 1796; † 23. Juni 1821), Tochter der Karoline von Reitzenstein und des kgl. preuß. Leutnants Karl von Ledebur. Sein Bruder Ferdinand von Oheimb war Landrat des preußischen Kreises Lübbecke in Westfalen. Julius von Oheimb war ein Neffe und ebenfalls Landrat.

### Werdegang
Nach dem Besuch des Ernestinum Rinteln in Rinteln (bis 1837) legte er 1838 am Gymnasium in Minden das Abitur ab und studierte danach an der Friedrich-Wilhelms-Universität zu Berlin und der Rheinischen Friedrich-Wilhelms-Universität Rechtswissenschaften. 1839 wurde er Mitglied des Corps Borussia Bonn.
Nach dem Studium war er am Landgericht Paderborn in verschiedenen Positionen tätig. 1849 erfolgte die Übernahme in den preußischen Staatsdienst; er wurde Regierungsassessor bei der Bezirksregierung in Minden. 1852 war Alexander von Oheimb Hilfsarbeiter beim preußischen Finanzministerium, 1854 wurde er an die Bezirksregierung in Koblenz versetzt und führte ab 1856 den Titel eines Regierungsrates. 1856 wurde Oheimb Lippischer Kabinettsminister, er wurde vom preußischen Staatsdienst beurlaubt und 1859 schließlich entlassen. 1868 erfolgte auch die Entlassung aus dem Staatsdienst des Fürstentums Lippe. Am 16. Juli 1869 wurde Oheimb mit der kommunalen Verwaltung des Landratsamtes im Kreis Minden betraut. Der Kreistag übte am 30. Dezember 1869 sein Vorschlagsrecht aus und schlug ihn einstimmig zum 1. Kandidaten für das Landratsamt vor, am 29. Januar 1870 erfolgte die Ernennung zum Landrat. Das Amt des Landrats übte er bis zu seiner endgültigen Entlassung aus dem Staatsdienst im Jahr 1892 aus. Oheimb starb 1903 auf seinem Rittergut in Holzhausen am Fuße des Wesergebirges.

### Abgeordneter
Alexander von Oheimb war Mitglied des Provinziallandtages der Provinz Westfalen und seit 1889 dessen Vorsitzender. Von 1867 bis 1884 war er für die Konservativen Mitglied des Reichstages. 1867 wurde er als Vertreter des Reichstagswahlkreises Fürstentum Lippe in den konstituierenden Reichstag des Norddeutschen Bundes gewählt. Für das Fürstentum Lippe war er Bevollmächtigter zum Bundesrat des Norddeutschen Bundes.
1871 vertrat er für den Wahlkreis Regierungsbezirk Minden 1 (Minden–Lübbecke) im Reichstag.

### Familie
Alexander von Oheimb war evangelisch und heiratete Klara Wilhelmine Henriette Naber (* 20. Dezember 1825; † 4. März 1899), Tochter der Caroline Narjes und des Juristen Johann Naber. Das Paar hatte einen Sohn:
- Bodo von Oheimb (* 18 Aug 1852; † 21. September 1907) ⚭ Maria von Oheimb (* 16 Aug 1853; † Februar 1941), Tochter seines Bruders Ferdinand. Bodo von Oheimb war Inhaber vom Gut Oheimb.

## Ehrungen
- Landwehrdienstauszeichnung (Preußen) II. Klasse
- Roter Adlerorden II. Klasse mit Stern
- Königlicher Kronen-Orden (Preußen) I. Klasse mit Brosche
- Wirklicher Geheimer Rat mit dem Prädikat Exzellenz
- Rechtsritter des Johanniterordens
- Ehrenmitglied des Corps Borussia Bonn
- Ehrenbürger der Stadt Minden (1861)[10]